# Роставиця (зупинний пункт)
Ростави́ця — пасажирський залізничний зупинний пункт Козятинської дирекції Південно-Західної залізниці.
Розташований біля села Білилівка Ружинського району Житомирської області на лінії Козятин I — Погребище I між станціями Махаринці (7,5 км) та Зарудинці (16 км).
Ходять приміські поїзди Козятин — Погребище, Козятин — Жашків, Козятин — Христинівка. Якщо зробити в Козятині пересадку, можна потрапити до Вінниці, Бердичева, Житомира, Коростеня, Києва, або ж сісти на поїзд далекого сполучення.